# Yo soy Ramsés
Yo soy Ramsés es un álbum de archivo del cantautor de rock argentino José Alberto Iglesias alias Tanguito. Contiene sesiones inéditas de 1967 que fueron lanzadas en 2009 luego de más de 40 años de permanecer inéditas.

## Historia
Antes de la edición de este álbum, los únicos registros de Tanguito eran el sencillo "La princesa dorada" y el álbum póstumo Tango de unas desprolijas sesiones en los estudios TNT, editado por Talent en 1973.
Yo soy Ramsés recoge doce tomas inéditas grabadas el viernes 20 de octubre de 1967 en los Estudios TNT de Buenos Aires, y contenidas en dos cintas, las cuales vieron la luz 42 años después, por intermedio de un pequeño sello (Kelito Records), material que fue editado bajo la anuencia de "Mario Osmar Pizzurno y herederos de Tanguito", según se aclara en la contratapa del disco.
Pizzurno era el productor y director artístico de RCA Victor Argentina por aquel entonces, a quien Tanguito le obsequió estas grabaciones. Las cintas estuvieron en su poder por 40 años, hasta que el periodista y coleccionista musical, Andrés E. Jiménez, le propuso publicarlas.
La selección incluye mayormente temas de Tanguito, los cuales están firmados bajo distintos seudónimos (José Alberto Iglesias, Ramsés VII) -algunos de ellos escritos en colaboración-, más dos títulos de Moris, a saber, dos versiones de "Yo no pretendo (Esto va para atrás)", y una canción llamada "Soldado", que pertenecía al repertorio de Los Beatniks, grupo de Moris con Pajarito Zaguri y Javier Martínez.

## Lista de canciones
| Yo soy Ramses |                                                  |                          |          |  |
| N.º           | Título                                           | Escritor(es)             | Duración |  |
| 1.            | «Amor de primavera»                              | Hernán Pujó              |          |  |
| 2.            | «El Hombre restante»                             | Tanguito-Javier Martínez |          |  |
| 3.            | «Sutilmente, a Susana»                           | Tanguito                 |          |  |
| 4.            | «Yo no pretendo (Esto va para atrás)»            | Moris                    |          |  |
| 5.            | «No vuelvas»                                     | Tanguito                 |          |  |
| 6.            | «Lo inhumano»                                    | Tanguito                 |          |  |
| 7.            | «Lo inhumano (toma 2)»                           | Tanguito                 |          |  |
| 8.            | «La historia de un muchacho (Billy el náufrago)» | Tanguito-Luis Costa      |          |  |
| 9.            | «Soldado»                                        | Moris                    |          |  |
| 10.           | «Yo no pretendo (Esto va para atrás) (toma 2)»   | Moris                    |          |  |
| 11.           | «Vociferando»                                    | Tanguito                 |          |  |
| 12.           | «Sutilmente, a Susana (toma 2)»                  | Tanguito                 |          |  |